# David MacEachern
Pour les articles homonymes, voir MacEachern.
David G. MacEachern, né le 4 novembre 1967 à Charlottetown, est un bobeur canadien.

## Carrière
David MacEachern participe aux épreuves de bobsleigh aux Jeux olympiques de 1992 à Albertville, se classant onzième en bob à deux et quatrième en bob à quatre. Il remporte ensuite une médaille d'argent en bob à deux aux Championnats du monde de bobsleigh de 1996 à Calgary. Il est à nouveau présent lors des Jeux olympiques de 1994 à Lillehammer, terminant septième en bob à deux et douzième en bob à quatre. Il est sacré champion olympique en bob à deux aux Jeux olympiques de 1998 à Nagano et termine neuvième en bob à quatre.

## Palmarès

### Jeux Olympiques
- : médaillé d'or en bob à 2 aux JO 1998.

### Championnats monde
- : médaillé d'argent en bob à 2 aux championnats monde de 1996.